# موسکنس
موسکنس (به لاتین: Moskenes) یک شهرستان در نروژ است که در نوردلاند واقع شده‌است. موسکنس ۱۱۸٫۷۹ کیلومتر مربع مساحت و ۱٬۰۷۳ نفر جمعیت دارد.